# Ulysse Ndong
Pour les articles homonymes, voir Ndong.
Ulysse Daryl Obame-Ndong, abrégé Ulysse Ndong, né le 24 novembre 1992, est un footballeur international gabonais, possédant également la nationalité française. Il évolue au poste de milieu défensif.

## Carrière

### En équipe nationale
Ulysse Ndong est convoqué pour la première fois en fin d'année 2015 en équipe du Gabon. Il honore sa première sélection le 4 juin 2016 lors d'un match amical contre la Côte d'Ivoire.

## Statistiques
| Saison                | Club                  | Championnat           | Championnat | Championnat | Coupe(s) nationale(s) | Coupe(s) nationale(s) | Chypre | Chypre | Total | Total |
| Saison                | Club                  | Division              | M.          | B.          | M.                    | B.                    | M.     | B.     | M.    | B.    |
| 2013-2014             | Othellos Athienou     | Deuxième division     | 27          | 0           | 0                     | 0                     | -      | -      | 27    | 0     |
| 2014-2015             | Othellos Athienou     | Marfin Laiki League   | 27          | 0           | 3                     | 0                     | -      | -      | 30    | 0     |
| Sous-total            | Sous-total            | Sous-total            | 54          | 0           | 3                     | 0                     | -      | -      | 57    | 0     |
| 2015-2016             | Ermís Aradíppou       | Marfin Laiki League   | 23          | 0           | 2                     | 0                     | 1      | 0      | 26    | 0     |
| Sous-total            | Sous-total            | Sous-total            | 23          | 0           | 2                     | 0                     | 1      | 0      | 26    | 0     |
| Total sur la carrière | Total sur la carrière | Total sur la carrière | 77          | 0           | 5                     | 0                     | 1      | 0      | 83    | 0     |